# James E. Newcom
James Edward Newcom (* 29. August 1905 im Indiana; † 6. Oktober 1990 in San Diego, Kalifornien) war ein US-amerikanischer Filmeditor.

## Leben
James E. Newcom machte 1926 seinen Abschluss an der University of California und stand ab 1933 als Filmeditor bei MGM unter Vertrag, wo er bei Produktionen von Regisseuren wie Alfred Hitchcock, Victor Fleming, John Cromwell und William A. Wellman den Filmschnitt ausführte. Besonders häufig arbeitete er mit dem Editor Hal C. Kern zusammen, mit dem er 1940 den Oscar in der Kategorie Bester Schnitt für Flemings Südstaatenepos Vom Winde verweht gewann. Im Laufe seiner Karriere erhielt Newcom noch drei weitere Nominierungen, so für Als du Abschied nahmst (1944), Duell in der Manege (1950) und Tora! Tora! Tora! (1970). 
Von Mitte bis Ende der 1950er Jahre trat er auch als Associate Producer in Erscheinung. Als Co-Gründer der Baufirma Giant Builders ließ er später Apartmentblocks in West Los Angeles bauen.
Mit seiner Ehefrau Dorothy M. Robinson (1905–1991), die er 1927 geheiratet hatte, hatte er einen Sohn, James Robinson Newcom, der 1937 zur Welt kam. James E. Newcom, der 25 Jahre lang in der Gemeinde Lake San Marcos seinen Wohnsitz hatte, starb 1990 im Alter von 85 Jahren an einem Nierenleiden in San Diego.

## Filmografie (Auswahl)
- 1935: Der elektrische Stuhl (The Murder Man)
- 1937: Ein Stern geht auf (A Star Is Born)
- 1937: Der Gefangene von Zenda (The Prisoner of Zenda)
- 1937: Denen ist nichts heilig (Nothing Sacred)
- 1939: Ein ideales Paar (Made for Each Other)
- 1939: Vom Winde verweht (Gone with the Wind)
- 1940: Rebecca
- 1940: Überfall auf die Olive Branch (Captain Caution)
- 1941: Topper 2 – Das Gespensterschloß (Topper Returns)
- 1941: Allein unter Gangstern (The Get-Away)
- 1941: The Chocolate Soldier
- 1942: Tortilla Flat
- 1942: Die ganze Wahrheit (Keeper of the Flame)
- 1943: Lady of Burlesque
- 1944: Up in Arms
- 1944: Als du Abschied nahmst (Since You Went Away)
- 1945: Paris Underground
- 1947: Angelockt (Lured)
- 1947: Frau ohne Moral? (Dishonored Lady)
- 1948: Achtung! Atomspione! (Walk a Crooked Mile)
- 1949: Schicksal in Wien (The Red Danube)
- 1950: Ein charmanter Flegel (Key to the City)
- 1950: Duell in der Manege (Annie Get Your Gun)
- 1950: Der einsame Champion (Right Cross)
- 1951: Grund zur Aufregung (Cause for Alarm!)
- 1951: Go for Broke!
- 1951: Der Gauner und die Lady (The Law and the Lady)
- 1951: Karawane der Frauen (Westward the Women)
- 1952: Scaramouche, der galante Marquis (Scaramouche)
- 1954: Heißes Pflaster (Rogue Cop)
- 1960: Scent of Mystery
- 1961: Father of the Bride (Fernsehserie, 8 Folgen)
- 1961: Auf der Flucht (The Fugitive, Fernsehserie, eine Folge)
- 1968: Alles was verboten ist (The Impossible Years)
- 1970: Tora! Tora! Tora!

## Auszeichnungen
- 1940: Oscar in der Kategorie Bester Schnitt zusammen mit Hal C. Kern für Vom Winde verweht
- 1945: Oscar-Nominierung in der Kategorie Bester Schnitt zusammen mit Hal C. Kern für Als du Abschied nahmst
- 1951: Oscar-Nominierung in der Kategorie Bester Schnitt für Duell in der Manege
- 1971: Oscar-Nominierung in der Kategorie Bester Schnitt zusammen mit Shin’ya Inoue und Pembroke J. Herring für Tora! Tora! Tora!
- 1971: Nominierung für den Preis der American Cinema Editors zusammen mit Shin’ya Inoue und Pembroke J. Herring für Tora! Tora! Tora!